# Marguerite de Schönburg-Glauchau
Marguerite de Schönburg-Glauchau (en allemand Margarete von Schoenburg-Glauchau ; * 1554, Glauchau ; † 29 juin 1606, Rheinfels, inhumée dans l'église de Laubach), née Schönburg-Waldenburg-Glauchau, est grave de Hohnstein-Firraden-Schwedt (de) et de Solms-Laubach.

## Ascendance
Elle est la troisième fille du baron Georges Ier de Schönburg-Glauchau (bg) (1529-1585) et de son épouse Dorothée Reuss-Greiz (1522-1572), fille de Henri XIV « le Jeune », seigneur de Reuss-Plauen, zu Greiz, Ober-Kranichfeld-Schauenforst (v. 1464-1535), et d'Amélie de Mansfeld (v. 1506-1557).

## Descendance
Elle épouse le 21 septembre 1568 le comte Guillaume de Honstein-Firraden-Schwett (bg) († 11 février 1570=, fils du comte Wolfgang de Honstein-Firraden (bg) († 1523/1535) et de Catherine de Honstein-Clettenberg (* v. 1490). Ils n'ont pas d'enfants.
Elle se remarie en secondes noces le 7 décembre 1572 à Glauchau avec le comte Jean-Georges Ier de Solms-Laubach (* 26 novembre 1547 ; † 19 août 1600). Ils ont 16 enfants,,:
- Philippe-Georges (* 29 novembre 1573 ; † 6 septembre 1599), tué à la bataille de Rees à Düsseldorf ;
- Frédéric (* 30 novembre 1574 ; † 15 septembre 1635), comte de Solms-Rödelheim-Assenheim, marié le 28 octobre 1601 à Anne-Marie de Hoen-Geroldseck (1593-1649) ;
- Christophe (* 17 décembre 1575 ; † 24 janvier 1596 à Iéna) ;
- Albert-Otton Ier (bg) (* 9 décembre 1576 ; † 2 mars 1610), comte de Solms-Laubach, marié le 8 octobre 1601 à Cassel à la princesse Anne de Hesse-Darmstadt (1583-1631), fille du landgrave Georges Ier de Hesse-Darmstadt ;
- Agnès (* 7 janvier 1578 ; † 23 novembre 1602), mariée le 23 septembre 1593 à Cassel au landgrave Maurice de Hesse-Cassel (1572–1632) ;
- Dorothée (* 31 janvier 1579 ; † 19 juillet 1631), mariée le 5 octobre 1595 à Blankenburg au comte Martin de Regenstein-Blankenburg (bg) († 1597), puis en secondes noces le 17 mai 1607 à Laubach à Jean-Casimir de Salm-Kyrbourg († 1651) ;
- Marguerite (bg) (* 29 novembre 1580 ; † 31 janvier 1635), mariée le 18 février 1609 à Laubach au comte Jean-Jacob II d'Eberstein (bg) († 1638) ;
- Wolfgang (* 20 novembre 1581 ; † 8 janvier 1611), tué en duel, enterré à Düsseldorf ;
- Henri-Guillaume (de) (* 21 mars 1583 ; † 24 mars 1632), tué à la bataille de Schweinfurt, comte de Solms-Zonenwalde-Pauch, marié le 16 octobre 1612 à Ansbach à la comtesse Sophie-Dorothée de Mansfeld-Arnstein (1593-1617), puis en secondes noces le 23 avril 1620 à la comtesse Marie-Madeleine de Jöttingen-Jöttingen (1600-1636) ;
- Frédéric-Magnus (* 16 mars 1584 ; † 28 novembre 1605 à la bataille de Saint-André en Hongrie) ;
- Agathe (bg) (* 16 septembre 1585 ; † 13 novembre 1648), mariée le 22 octobre 1609 à Birlenbach en Alsace au comte Eberhard de Rapoltstein (bg) († 1637) ;
- Anne (* 24 octobre 1586 ; † 14 juin 1587) ;
- Marie (* 12 décembre 1587 ; † 1589) ;
- Sibylle (* 19 octobre 1590 ; † 23 mars 1659), mariée le 25 janvier 1618 à Ansbach au prince Auguste d'Anhalt-Plötzkau (1575–1653) ;
- Jean-Georges II (bg) (* 19 novembre 1591 ; † 4 février 1632), comte de Solms-Baruth et de Wildenfels, marié le 28 mai 1620 à Jöttingen à la comtesse Anne-Marie d'Erbach-Fuerstenau (1603-1663) ;
- Sophie (* 15 mai 1594 ; † 16 mai 1651), mariée le 14 octobre 1612 à Ansbach au margrave Joachim-Ernest de Brandebourg-Ansbach (1583-1625).